# Sascha Disselkamp
Sascha Disselkamp (* 1964 in Rheda-Wiedenbrück) ist ein deutscher Club-Betreiber, Gastronom und ehemaliger Schauspieler.

## Leben
Aufgewachsen in der westfälischen Kleinstadt Rheda-Wiedenbrück, brach Disselkamp mit 17 Jahren das Gymnasium ab und ging nach West-Berlin, nachdem er die Stadt im Rahmen einer Klassenfahrt besucht hatte. Er zog in ein besetztes Haus am Winterfeldtplatz. Disselkamp arbeitete zunächst als Schauspieler und übernahm 1982 die Hauptrolle im Film Die Heartbreakers von Peter F. Bringmann, 1984 in Rallye Paris-Dakar an der Seite von Iris Berben und 1987 in Gambit.
1985 eröffnete er seinen ersten Punk-Rock-Club Sexton in Schöneberg. Seit 1997 ist er Betreiber des Sage Club am U-Bahnhof Heinrich-Heine-Straße und kurzzeitig auch des Big Eden am Kurfürstendamm, welchen er von Rolf Eden übernahm. Zudem war er bis 2024 Vorstandsmitglied der Clubkommission Berlin e.V., einem Verband von Berliner Club-, Festival-, OpenAir-, Party- und Kulturereignisveranstaltern. In dieser Funktion kämpfte er unter anderem gegen schwindende Freiflächen und steigende Mieten. Neben dem Sage Club betreibt Disselkamp auch das Sage-Restaurant am Spreeufer, gegenüber der East Side Gallery. Er engagiert sich intensiv für die Erhaltung dieses längsten noch erhaltenen Teilstücks der Berliner Mauer.
Disselkamp lebt im mittlerweile legalisierten Haus am Winterfeldtplatz in Berlin.

## Filmografie
- 1983: Die Heartbreakers
- 1984: Schimmi (TV)
- 1984: Rallye Paris-Dakar
- 1987: Gambit (TV)